# Candé
Candé – miejscowość i gmina we Francji, w regionie Kraj Loary, w departamencie Maine i Loara.
Według danych na rok 2010 gminę zamieszkiwało 2861 osób, a gęstość zaludnienia wynosiła 582 osoby/km².